# Río Consulado
El río Consulado es una corriente de agua que se encuentra en la Ciudad de México. Fue entubado en 1944, como parte de las obras de modernización de la urbe. Por encima de la obra por la que todavía corre el río, se construyó la parte norte y norponiente del Circuito Interior.

## Historia
El río Consulado es un cauce artificial que se formó después de la desecación del valle de México, a partir del siglo XVII, siguiendo aproximadamente la antigua ribera norponiente del lago de Texcoco. Se encuentra dentro de la subcuenca de Texcoco-Zumpango, de la cuenca hidrológica del río Pánuco, alimentado por los cauces de los ríos San Joaquín y los Morales. A finales del siglo XIX el río marcaba los límites de la urbe hacia el norte, y constituyó un límite natural. Cerca de su cauce se ubicó la llamada Garita de la Tlaxpana. De ese punto hacia Chapultepec existió la llamada calzada de La Verónica (actual Melchor Ocampo).
También fue un límite hacia el poniente para Santa María la Ribera, construida en 1861 a partir de la división de la Hacienda de la Teja. En sus márgenes existían ranchos que fueron urbanizados paulatinamente, como el de Santo Tomás de los Tepetates y el de Santa Julia. Hacia 1906 el cauce aparece en mapas yendo desde Chapultepec y hacia el norte hasta la Villa de Guadalupe. En 1914 las autoridades registraban en sus márgenes muchas colonias que vendían pulque de forma clandestina.
El Río Consulado fue entubado en 1944, como parte de las obras de modernización de la capital, y ante las constantes inundaciones y condiciones insalubres que presentaban sus márgenes. Dentro de estas obras fue realizado el llamado Colector 15, con una superficie de 16,500 m². Actualmente sus aguas son interceptadas por el Sistema de Drenaje Profundo y después por el Gran Canal del Desagüe.
En 1976 es incorporado su trazo al Circuito Interior, por lo que se construyó por encima de su cauce una vialidad primaria de acceso controlado, con varios paso elevados sobre avenidas como Eje 2 Norte Eulalia Guzmán, Ribera de San Cosme, avenida Ricardo Flores Magón, Eje 1 Norte José Antonio Alzate; así como pasos a desnivel en Avenida de los Insurgentes, Eje 3 Oriente Eduardo Molina, Calzada de los Misterios, Calzada de Guadalupe, Parque Vía/Marina Nacional y Gutenberg.